# Joseph Vaylet
 (juillet 2023).
Si vous disposez d'ouvrages ou d'articles de référence ou si vous connaissez des sites web de qualité traitant du thème abordé ici, merci de compléter l'article en donnant les références utiles à sa vérifiabilité et en les liant à la section « Notes et références ».
Joseph Vaylet (Saint-Geniez-d'Olt, 1894 - Rodez, 1982), majoral du félibrige, est un écrivain, poète, disciple de Frédéric Mistral, qui a contribué à la renaissance de la culture occitane en Aveyron.
Il était un grand passionné qui collectionna tout au long de sa vie une multitude d'objets de nature et de fonction diverses que l'on peut découvrir dans le Musée Joseph Vaylet à Espalion.

## Biographie
Joseph Vaylet, né le 12 novembre 1894 au Mas-Nouvel commune de Saint-Geniez-d'Olt, fait ses études à Espalion. À son retour de la guerre de 14-18 (blessure à une jambe), il sera greffier du tribunal de commerce à Saint-Geniez (de 1921 à 1925), puis à Espalion (de 1925 à 1963) où il s'installe en 1927 après son mariage avec Alphonsine Vergély, union dont il aura deux enfants. Il meurt à Espalion le 19 décembre 1982.
Disciple de Frédéric Mistral, il a contribué à la renaissance occitane en Rouergue. Il fut membre fondateur du Grelh roergàs en 1921 avec ses amis Bouissou, Henri Mouly, Jean Boudou, Georges Girard…).

## Musée
Le Musée Joseph Vaylet des Arts et Traditions Populaires présente un intérieur traditionnel rouergat du XIXe siècle (« cantou », souillarde et ensemble mobilier), une riche collection de bénitiers de chevet, ainsi que de nombreux objets de la vie quotidienne d'autrefois rassemblés par Joseph Vaylet.
Le musée a été abrité dans la maison familiale du boulevard Poulenc (de 1954 à 1963), puis au Vieux-Palais Renaissance (de 1963 à 1977), enfin dans l'ancienne église Saint-Jean (XVe siècle) actuellement.

## Œuvres
- Sèt estèlas al cèl Roergàs J. Vaylet, Espalion 1979

Il est l'auteur d'une vingtaine d'ouvrages, de plaquettes et de nouvelles en français ou occitan comme les « Proverbes rabelaisiens ».
Sa statue en granit gris réalisée par le sculpteur ruthénois Chauchard est exposée dans le jardin du Vieux Palais, lieu qui abrita pendant de longues années son musée.
Gloire et Misère - Poèmes de guerre - Joseph Vaylet  (2015)

## Prix littéraires et distinctions
Il a obtenu de nombreux prix littéraires :
- Œillet d'argent Toulouse, Jeux Floraux pays d'Oc et distinctions : félibre (1933)
- Majoral du félibrige (Saint-Tropez 1955, cigales d'or et d'argent)
- Palmes académiques (1935)
- Médaille d'or, arts populaires Renaissance française (1964)
- Médaille vermeil, Mérite civique (1966)
- Légion d'honneur (11 juillet 1979)

## Héritage culturel
Pour perpétuer son œuvre : la société "Les amis de Joseph Vaylet" a été créée en mai 1982
8 février 2011, Conférence "Sur les traces de Joseph Vaylet" organisé par le Cercle occitan au vieux palais d'Espalion

## Pour approfondir